# Tuffi ai campionati europei di nuoto 2022 - Piattaforma 10 metri femminile
La competizione della piattaforma 10 metri femminile ai campionati europei di nuoto di Roma 2022 si è svolta il 19 agosto 2022, presso il complesso natatorio del Foro Italico di Roma, in Italia.
Il turno preliminare si è svolto alle ore 12:00. La finale si è svolta alle 14:57.

## Risultati
In verde sono indicati i finalisti
| Class   | Tuffatrici                | Nazione       | Preliminare | Preliminare | Finale          | Finale          |
| Class   | Tuffatrici                | Nazione       | Punti       | Class       | Punti           | Class           |
| ------- | ------------------------- | ------------- | ----------- | ----------- | --------------- | --------------- |
| Oro     | Andrea Spendolini-Sirieix | Gran Bretagna | 318.70      | 1           | 333.60          | 1               |
| Argento | Sofija Lyskun             | Ucraina       | 309.40      | 2           | 329.80          | 2               |
| Bronzo  | Christina Wassen          | Germania      | 253.75      | 10          | 314.10          | 3               |
| 4       | Pauline Pfeif             | Germania      | 266.55      | 8           | 304.40          | 4               |
| 5       | Sarah Jodoin Di Maria     | Italia        | 296.25      | 3           | 301.40          | 5               |
| 6       | Lois Toulson              | Gran Bretagna | 293.00      | 4           | 295.70          | 6               |
| 7       | Tanya Watson              | Irlanda       | 269.90      | 7           | 286.55          | 7               |
| 8       | Else Praasterink          | Paesi Bassi   | 272.60      | 6           | 282.60          | 8               |
| 9       | Ciara McGing              | Irlanda       | 277.95      | 5           | 279.30          | 9               |
| 10      | Maia Biginelli            | Italia        | 250.80      | 11          | 260.80          | 10              |
| 11      | Valeria Antolino          | Spagna        | 254.65      | 9           | 260.60          | 11              |
| 12      | Nicoleta Muscalu          | Romania       | 235.20      | 12          | 232.20          | 12              |
| 13      | Helle Tuxen               | Norvegia      | 234.10      | 13          | Non qualificate | Non qualificate |
| 14      | Jade Gillet               | Francia       | 226.85      | 14          | Non qualificate | Non qualificate |
| 15      | Elma Lund                 | Norvegia      | 193.55      | 15          | Non qualificate | Non qualificate |
| 16      | Alisa Zakaryan            | Armenia       | 147.20      | 16          | Non qualificate | Non qualificate |